# Actia humeralis
Actia humeralis là một loài ruồi trong họ Tachinidae.